# Fabián Carmona
Fabián Alejandro Carmona Fredes (El Monte, 21 de marzo de 1994) es un futbolista chileno que se desempeña como volante ofensivo y actualmente milita en Santiago City de la Segunda División Profesional de Chile.

## Trayectoria

### Universidad de Chile
Fabián Carmona llegó a la edad de 9 años al Club Universidad de Chile realizando la serie de inferiores hasta llegar a la división juvenil, momento en que empezó a alternar y practicar como sparring con el equipo titular del club. Debutó el 9 de septiembre de 2012 bajo la dirección de Jorge Sampaoli en un partido contra Santiago Wanderers en el Estadio Nacional Julio Martínez Pradanos por la segunda fecha del Grupo 6 de la Copa Chile 2012-2013 con solo 18 años, anotó el primer gol del partido al minuto 13 y también su primer gol como profesional en un electrizante partido que terminó 2-2 Carmona jugó un buen partido saliendo al minuto 74 por Rodrigo Echeverría.
Jugó su primer partido de liga el 29 de septiembre del mismo año por la decimosegunda jornada del Apertura 2012 contra Unión La Calera, ingresando al minuto 77 por Pedro Morales en la igualdad 0-0 entre azules y cementeros.
Fue el goleador del Campeonato de Nacional Fútbol más joven, Apertura 2013, organizado por la ANFP, en la categoría sub-19, con 11 goles.

#### 2014
En 2014 fue traspasado al primer equipo de la Universidad de Chile, el 26 de enero frente a Ñublense marco su primer gol por torneos nacionales decretando el 4-0 al minuto 83 tras haber ingresando tres minutos antes por Gustavo Lorenzetti en un duelo que terminó 5-0 a favor del cuadro azul por la cuarta fecha del Torneo de Clausura.
El 15 de marzo marcó su segundo gol por el campeonato nacional en el sufrido triunfo azul por 3-1 sobre Deportes Iquique y fue al minuto 55 rematando de larga distancia y su tiro se desvió levemente en un defensor, derrotando al sólido meta iquiqueño Rodrigo Naranjo. Tres días después, el 18 de marzo debutó internacionalmente en el duelo contra Real Garcilaso ingresando al minuto 83 por Ramón Fernández en el Estadio Santa Laura por la cuarta fecha del Grupo 5 de la Copa Libertadores en el triunfo azul por la cuenta mínima.
El 13 de abril marcó un gol en la caída por 5-2 sobre Huachipato por la fecha 15 del Clausura 2014, Carmona jugaría siete partidos por ese torneo (cinco de titular) marcando 3 goles y mostrando un gran nivel en los 360 minutos que estuvo en cancha.
El 20 de agosto ingresó en el entretiempo por César Cortés en un duelo válido por la cuarta fecha del Grupo 1 de la Copa Chile 2014-15 luciendo el brazalete de capitán frente a Magallanes, al minuto después de ingresar anotó el 1-1 con el que terminó el partido.
Mientras que por el Torneo de Apertura 2014 su equipo fue campeón del torneo con 44 puntos en 17 fechas, uno más que el subcampeón Santiago Wanderers, en dicho campeonato Carmona jugó 5 partidos sin poder anotar, estando 260 minutos en el título azul.

#### 2015
El 13 de febrero de 2015 marcó en la caída por 1-2 contra Unión Española en un duelo válido por la Fecha 7 del Torneo de Clausura, en la jornada siguiente volvió a anotar en el triunfo por 2-1 sobre la Universidad de Concepción. Por la fecha 15 marcó su tercer gol en ese campeonato en un nuevo triunfo azul por 4-1 sobre el descendido Barnechea.
El 9 de julio marcó el gol del triunfo en la victoria por la cuenta mínima sobre Curicó Unido al minuto noventa y dos apareciendo desde la banca, esto por la primera jornada del Grupo 6 de la Copa Chile 2015. Tres días después volvió a ser figura marcando un doblete en el trabajado por 3-2 sobre O'Higgins en un partido bastante parejo por la segunda fecha del mismo torneo, Carmona logró el empate 1-1 al minuto 50 y luego tras un rebote de Jorge Carranza tras un remate de Sebastián Ubilla, de rebote marcó el 2-1 momentáneo, además en ese mismo partido tuvo un disparo que dio en el palo, esto lo transformaría en una de las revelaciones de la pretemporada azul.
El 2 de septiembre salió lesionado en la caída de la U por sobre 3-1 San Luis de Quillota por los octavos de final ida de la Copa Chile 2015, al día siguiente se realizó unos exámenes que diagnosticaron que sufrió una rotura de ligamento cruzado en la rodilla derecha, quedando fuera el resto del año y siendo baja por seis meses.

#### 2016
Volvió a las canchas seis meses después por la jornada 11 del Torneo de Clausura en el duelo entre Universidad de Chile y Colo Colo ingresó al minuto 80 por Gustavo Lorenzetti siendo este también su debut en superclásicos en un aburrido empate 0-0 en el Estadio Nacional.
El 26 de abril marco un tanto en el empate 2-2 frente a Unión La Calera.
El 28 de septiembre se enfrentaron a Deportes Iquique por la revancha de los octavos de final de la Copa Chile 2016, ingresó en el entretiempo por Gustavo Lorenzetti y luego al minuto 61 marcó el 2-0 parcial tras gran pase de Gastón Fernández aumentando la ventaja global a 3-1 a favor de la U en esa misma anotación recibió amarilla por sacarse la camiseta, luego Álvaro Ramos y Misael Dávila igualaron el marcador que terminó 2-2 y por ende tuvieron que definir en penales, Carmona tuvo en su responsabilidad el quinto penal con la opción de clasificar a la U a cuartos tras ir tres iguales en la tanda pero mandó su disparo a las manos de Brayan Cortés, luego en el "muere muere" Johnny Herrera le atajó el disparó a Felipe Reynero y el propio Herrera anotó el 7-6 final con el que la U dio el paso a cuartos de final de la Copa Chile.
Mientras que por el Torneo de Apertura jugó seis encuentros sin poder anotar y estando apenas 123 minutos en el campo de juego.

### Palestino
Tras tener escasas oportunidades y nunca poder ganarse un puesto de titular en la U, en enero de 2017 se fue cedido por un año a Palestino.
Ahí empezaría a sumar minutos rápidamente y marcó su primer gol en el cuadro árabe el 13 de marzo por la séptima fecha del Torneo de Clausura en la igualdad 2-2 frente a San Luis de Quillota, una jornada después volvió a anotar en la caída por 5-2 ante Santiago Wanderers en calidad de visita. El 15 de abril marcó su tercer gol en el Clausura por la Fecha 10 en el triunfo por 2-1 sobre Unión Española logrando su primer triunfo en el torneo el conjunto árabe, cabe mencionar que sus tres goles fueron ingresando desde el banco.
Empezaría a jugar continuamente por primera vez en el profesionalismo tras jugar 13 partidos por los árabes marcando tres goles, siete de ellos de titular y sumando 771 minutos en cancha, aunque la campaña de su equipo en el Clausura no sería muy buena ya que terminaron en el 14.º puesto con 14 puntos, mientras que en la tabla acumulada terminaron antepenúltimos con 35 puntos, 11 más que el descendido Cobresal.
Para el segundo semestre seguiría jugando con regularidad, el 23 de julio marcó el 2-1 final sobre Unión La Calera tras un espectacular tiro libre al minuto 88 luego de haber ingresando al 81 por Diego Rosende por la Primera Fase de la Copa Chile 2017. Mientras que por el Torneo de Transición marcó un gol en la goleada por 4-0 sobre Unión Española en un duelo válido por Fecha 9.

### Deportes La Serena
Para el año 2018 partiría cedido a Deportes La Serena por todo el año para jugar la Primera B. Carmona sería titular regularmente jugando 20 duelos y anotando en una ocasión.

## Estadísticas
| Club                         | Div           | Temporada     | Liga  | Liga  | Copas nacionales | Copas nacionales | Torneos internacionales | Torneos internacionales | Total | Total |
| Club                         | Div           | Temporada     | Part. | Goles | Part.            | Goles            | Part.                   | Goles                   | Part. | Goles |
| ---------------------------- | ------------- | ------------- | ----- | ----- | ---------------- | ---------------- | ----------------------- | ----------------------- | ----- | ----- |
| Universidad de Chile · Chile | 1°            | 2012          | 1     | 0     | 3                | 1                | —                       | —                       | 4     | 1     |
| Universidad de Chile · Chile | 1°            | 2013          | —     | —     | —                | —                | —                       | —                       | 0     | 0     |
| Universidad de Chile · Chile | 1°            | 2013-14       | 7     | 3     | —                | —                | 1                       | 0                       | 8     | 3     |
| Universidad de Chile · Chile | 1°            | 2014-15       | 12    | 3     | 1                | 0                | 1                       | 0                       | 14    | 3     |
| Universidad de Chile · Chile | 1°            | 2015-16       | 5     | 1     | 6                | 3                | —                       | —                       | 11    | 4     |
| Universidad de Chile · Chile | 1°            | 2016-17       | 6     | 0     | 1                | 1                | —                       | —                       | 7     | 1     |
| Universidad de Chile · Chile | Total club    | Total club    | 31    | 7     | 11               | 6                | 2                       | 0                       | 44    | 13    |
| Palestino · Chile            | 1°            | 2016-17       | 13    | 3     | —                | —                | —                       | —                       | 13    | 3     |
| Palestino · Chile            | 1°            | 2017          | 10    | 1     | 3                | 1                | 3                       | 0                       | 16    | 2     |
| Palestino · Chile            | Total club    | Total club    | 23    | 4     | 3                | 1                | 3                       | 0                       | 29    | 5     |
| Deportes La Serena · Chile   | 2°            | 2018          | 20    | 1     | 2                | 0                | —                       | —                       | 22    | 1     |
| Deportes La Serena · Chile   | Total club    | Total club    | 20    | 1     | 2                | 0                | 0                       | 0                       | 22    | 1     |
| Deportes Santa Cruz · Chile  | 2°            | 2020          | 23    | 6     | —                | —                | —                       | —                       | 23    | 6     |
| Deportes Santa Cruz · Chile  | Total club    | Total club    | 23    | 6     | 0                | 0                | 0                       | 0                       | 23    | 6     |
| Audax Italiano · Chile       | 1°            | 2021          | 10    | 1     | —                | —                | —                       | —                       | 10    | 1     |
| Audax Italiano · Chile       | Total club    | Total club    | 10    | 1     | 0                | 0                | 0                       | 0                       | 10    | 1     |
| Coquimbo Unido · Chile       | 1°            | 2022          | 18    | 2     | 1                | 0                | —                       | —                       | 19    | 2     |
| Coquimbo Unido · Chile       | 1°            | 2023          | 0     | 0     | 0                | 0                | —                       | —                       | 0     | 0     |
| Coquimbo Unido · Chile       | Total club    | Total club    | 18    | 2     | 1                | 0                | 0                       | 0                       | 19    | 2     |
| Total carrera                | Total carrera | Total carrera | 125   | 21    | 17               | 7                | 5                       | 0                       | 147   | 28    |
| 1. 2. 3.                     |               |               |       |       |                  |                  |                         |                         |       |       |

## Palmarés

### Campeonatos nacionales
| Título             | Club                 | País  | Año     |
| ------------------ | -------------------- | ----- | ------- |
| Copa Chile         | Universidad de Chile | Chile | 2012-13 |
| Primera División   | Universidad de Chile | Chile | 2014-A  |
| Supercopa de Chile | Universidad de Chile | Chile | 2015    |
| Copa Chile         | Universidad de Chile | Chile | 2015    |